# Temporada 1979-80 de los Seattle SuperSonics
La temporada 1979-80 fue la decimotercera de los Seattle SuperSonics en la NBA. La temporada regular acabó con 56 victorias y 26 derrotas, ocupando el segundo puesto de la conferencia Oeste, logrando clasificarse para los playoffs, donde cayeron en las finales de conferencia ante Los Angeles Lakers.

## Elecciones en elDraft
| Ronda | Puesto | Jugador         | Posición  | Nacionalidad   | Universidad/Club |
| ----- | ------ | --------------- | --------- | -------------- | ---------------- |
| 1     | 6      | James Bailey    | Ala-Pívot | Estados Unidos | Rutgers          |
| 1     | 7      | Vinnie Johnson  | Escolta   | Estados Unidos | Baylor           |
| 2     | 43     | Johnny Moore    | Base      | Estados Unidos | Texas            |
| 4     | 73     | James Donaldson | Pívot     | Estados Unidos | Washington State |

## Temporada regular
| División Pacífico        | División Pacífico | División Pacífico | División Pacífico | División Pacífico | División Pacífico | División Pacífico | División Pacífico | División Pacífico |
| Equipo                   | G                 | P                 | %                 | PD                | Casa              | Fuera             | Div               |                   |
| ------------------------ | ----------------- | ----------------- | ----------------- | ----------------- | ----------------- | ----------------- | ----------------- | ----------------- |
| y-Los Angeles Lakers     | 60                | 22                | .732              | –                 | 37–4              | 23–18             | 19–11             |                   |
| x-Seattle SuperSonics    | 56                | 26                | .683              | 4                 | 33–8              | 23–18             | 18–12             |                   |
| x-Phoenix Suns           | 55                | 27                | .671              | 5                 | 37–5              | 18–22             | 19–11             |                   |
| x-Portland Trail Blazers | 38                | 44                | .463              | 22                | 26–15             | 12–29             | 13–17             |                   |
| San Diego Clippers       | 35                | 47                | .427              | 25                | 24–17             | 11–30             | 13–17             |                   |
| Golden State Warriors    | 24                | 58                | .293              | 36                | 15–26             | 9–32              | 8–22              |                   |

## Playoffs

### Primera ronda
Seattle SuperSonics vs. Portland Trail Blazers 
| Fecha      | Partido                                             | Ciudad   |
| ---------- | --------------------------------------------------- | -------- |
| 2 de abril | Seattle SuperSonics 120, Portland Trail Blazers 110 | Seattle  |
| 4 de abril | Portland Trail Blazers 105, Seattle SuperSonics 95  | Portland |
| 6 de abril | Seattle SuperSonics 103, Portland Trail Blazers 86  | Seattle  |
|            | Seattle SuperSonics gana las series 2-1             |          |

### Semifinales de Conferencia
Seattle SuperSonics vs. Milwaukee Bucks
| Fecha       | Partido                                      | Ciudad    |
| ----------- | -------------------------------------------- | --------- |
| 8 de abril  | Seattle SuperSonics 114, Milwaukee Bucks 113 | Seattle   |
| 9 de abril  | Seattle SuperSonics 112, Milwaukee Bucks 114 | Seattle   |
| 11 de abril | Milwaukee Bucks 95, Seattle SuperSonics 91   | Milwaukee |
| 13 de abril | Milwaukee Bucks 107, Seattle SuperSonics 112 | Milwaukee |
| 15 de abril | Seattle SuperSonics 97, Milwaukee Bucks 108  | Seattle   |
| 18 de abril | Milwaukee Bucks 85, Seattle SuperSonics 86   | Milwaukee |
| 20 de abril | Seattle SuperSonics 98, Milwaukee Bucks 94   | Seattle   |
|             | Seattle SuperSonics gana las series 4-3      |           |

### Finales de Conferencia
Seattle SuperSonics vs. Los Angeles Lakers 
| Fecha       | Partido                                         | Ciudad      |
| ----------- | ----------------------------------------------- | ----------- |
| 22 de abril | Los Angeles Lakers 107, Seattle SuperSonics 108 | Los Ángeles |
| 23 de abril | Los Angeles Lakers 108, Seattle SuperSonics 99  | Los Ángeles |
| 25 de abril | Seattle SuperSonics 100, Los Angeles Lakers 104 | Seattle     |
| 27 de abril | Seattle SuperSonics 93, Los Angeles Lakers 98   | Seattle     |
| 30 de abril | Los Angeles Lakers 111, Seattle SuperSonics 105 | Los Ángeles |
|             | Los Angeles Lakers gana las series 4-1          |             |

## Estadísticas
| Rk | Jugador        | Edad | P  | PT | MP   | TC  | TCI  | %TC  | T3  | T3I | %T3  | TL  | TLI | %TL  | RO  | RD  | RT   | AS  | RB  | TAP | BP  | FP  | PTS  |
| -- | -------------- | ---- | -- | -- | ---- | --- | ---- | ---- | --- | --- | ---- | --- | --- | ---- | --- | --- | ---- | --- | --- | --- | --- | --- | ---- |
| 1  | Dennis Johnson | 25   | 81 |    | 36.3 | 7.1 | 16.8 | .422 | 0.1 | 0.7 | .207 | 4.7 | 6.0 | .780 | 2.1 | 3.0 | 5.1  | 4.1 | 1.8 | 1.0 | 2.8 | 3.3 | 19.0 |
| 2  | Gus Williams   | 26   | 82 |    | 36.2 | 9.0 | 18.7 | .482 | 0.1 | 0.4 | .194 | 4.0 | 5.1 | .788 | 1.5 | 1.8 | 3.4  | 4.8 | 2.4 | 0.5 | 2.2 | 2.0 | 22.1 |
| 3  | Jack Sikma     | 24   | 82 |    | 34.1 | 5.7 | 12.1 | .475 | 0.0 | 0.0 | .000 | 2.9 | 3.6 | .805 | 2.4 | 8.7 | 11.1 | 3.4 | 0.8 | 0.9 | 2.5 | 2.8 | 14.3 |
| 4  | John Johnson   | 32   | 81 |    | 31.3 | 4.7 | 9.5  | .488 | 0.0 | 0.0 |      | 2.0 | 2.5 | .801 | 2.0 | 3.2 | 5.3  | 5.2 | 0.9 | 0.4 | 3.0 | 2.6 | 11.3 |
| 5  | Lonnie Shelton | 24   | 76 |    | 29.5 | 5.6 | 10.6 | .530 | 0.0 | 0.1 | .200 | 2.4 | 3.2 | .763 | 2.6 | 5.0 | 7.7  | 1.9 | 1.2 | 1.0 | 2.2 | 3.8 | 13.6 |
| 6  | Fred Brown     | 31   | 80 |    | 21.3 | 5.1 | 10.5 | .479 | 0.5 | 1.1 | .443 | 1.4 | 1.7 | .837 | 0.4 | 1.5 | 1.9  | 2.2 | 0.8 | 0.2 | 1.3 | 1.5 | 12.0 |
| 7  | Paul Silas     | 36   | 82 |    | 19.5 | 1.4 | 3.6  | .378 | 0.0 | 0.0 |      | 1.1 | 1.7 | .654 | 2.5 | 2.8 | 5.3  | 0.8 | 0.3 | 0.1 | 1.0 | 1.5 | 3.8  |
| 8  | Tom LaGarde    | 24   | 82 |    | 14.2 | 1.8 | 3.7  | .477 | 0.0 | 0.0 |      | 1.1 | 1.7 | .657 | 1.5 | 2.3 | 3.8  | 1.1 | 0.2 | 0.4 | 1.2 | 2.5 | 4.7  |
| 9  | Wally Walker   | 25   | 70 |    | 12.1 | 2.0 | 3.9  | .507 | 0.0 | 0.0 |      | 0.7 | 0.9 | .750 | 0.9 | 1.5 | 2.4  | 0.8 | 0.3 | 0.1 | 0.7 | 1.5 | 4.7  |
| 10 | James Bailey   | 22   | 67 |    | 10.8 | 1.8 | 4.0  | .450 | 0.0 | 0.0 |      | 1.0 | 1.5 | .673 | 1.1 | 1.9 | 2.9  | 0.4 | 0.3 | 0.8 | 1.2 | 1.7 | 4.7  |
| 11 | Vinnie Johnson | 23   | 38 |    | 8.6  | 1.2 | 3.0  | .391 | 0.0 | 0.0 | .000 | 0.8 | 1.0 | .795 | 0.5 | 0.9 | 1.4  | 1.4 | 0.5 | 0.1 | 1.1 | 1.1 | 3.2  |

## Galardones y récords
| Jugador        | Galardón                                                                |
| Dennis Johnson | 2º Mejor quinteto de la NBA Mejor quinteto defensivo de la NBA All-Star |
| Gus Williams   | 2º Mejor quinteto de la NBA                                             |
| Jack Sikma     | All-Star                                                                |